# Eubasilissa wigginsi
Eubasilissa wigginsi är en nattsländeart som beskrevs av Soumyendra Nath Ghosh och Chaudhury 1987. Eubasilissa wigginsi ingår i släktet Eubasilissa och familjen broknattsländor. Inga underarter finns listade i Catalogue of Life.